# Alpina argentacea
Alpina argentacea är en fjärilsart som beskrevs av Hirschke 1910. Alpina argentacea ingår i släktet Alpina och familjen mätare. Inga underarter finns listade i Catalogue of Life.